# Van Doesburghuis
Het Van Doesburghuis is een atelierwoning in de Franse stad Meudon gebouwd in 1929-1930 naar ontwerp van de Nederlandse kunstenaar Theo van Doesburg. Van Doesburg bouwde het voor zichzelf en zijn echtgenote, Nelly van Doesburg. Vanaf zijn dood in 1931 woonde Nelly van Doesburg tot haar dood in 1975 in het huis. Het is sinds 1981 in eigendom van de Nederlandse staat en wordt sinds 1983 ter beschikking gesteld aan kunstenaars en onderzoekers.

## Voorgeschiedenis
In juni 1926 ontstond bij Theo en Nelly van Doesburg het idee om samen met Hans Arp en zijn echtgenote Sophie Taeuber-Arp een stuk land te kopen in de omgeving van Parijs om hier een dubbelhuis te bouwen naar ontwerp van Van Doesburg. Omdat Theo van Doesburg geen geoefend architect was, gaf hij de architect Honegger opdracht de bestektekeningen te maken. Deze Honegger bleef de plannen van Van Doesburg echter voortdurend ongevraagd wijzigen, waardoor het project grote vertraging opliep en meer ging kosten dan oorspronkelijk de bedoeling was. In juni 1927 werden de plannen afgeblazen. De Arps namen Van Doesburgs deel van de grond over en begonnen in 1928 met de bouw van hun eigen huis, dat nu in gebruik is als museum.
Theo en Nelly van Doesburg besloten vervolgens een huis voor henzelf te bouwen. Theo ontwierp dit huis tussen juni 1927 en juni 1929. In juni 1929 kochten Theo en Nelly een stuk grond in de Parijse voorstad Meudon, dat op Nelly's naam kwam te staan, Mme. P. Küpper-van Moorsel. Omstreeks diezelfde tijd kwam de 21-jarige bouwkundestudent Abraham Elzas Van Doesburg helpen zijn ontwerp om te zetten in een uitvoerbaar bestek. Over zijn rol in de samenwerking met Van Doesburg zei Elzas later dat hij ‘het potlood van Van Doesburg’ was. In oktober 1929 werd met de bouw begonnen. Het solomiet bracht echter de nodige problemen met zich mee, waardoor de bouw enige vertraging opliep.

## Beschrijving
De woning heeft het sobere uitzicht van twee in elkaar geschoven kubussen. Ze heeft op de begane grond een garage, keuken, bijkeuken en inpandig terras met uitzicht op de tuin. Op de eerste verdieping bevinden zich de badkamer, slaapkamer, een huisbibliotheek, een muziekkamer en een atelier dat boven het huis uitsteekt. Boven op het huis bevindt zich een dakterras, dat toegankelijk is via een trap in het atelier. Het huis is 12,7 bij 7,2 bij 7,6 meter groot en heeft een skelet van gewapend beton. De muren zijn van solomiet (platen samengeperst stro) met een wapening van gegalvaniseerde staaldraden. De muren zijn inwendig met gips bepleisterd en uitwendig van een cementlaag voorzien. Zowel de binnenmuren als de buitenmuren zijn wit geschilderd. Alleen de deuren in de zuidgevel zijn van kleur voorzien: de garagedeur geel, de voordeur blauw en de deur naar het dakterras rood. Zoals in het Schröderhuis van Gerrit Rietveld komen er in de woning draaiende panelen voor waardoor twee kamers en een deel van de gang zeer vindingrijk tot een grotere nieuwe ruimte omgevormd kunnen worden. Het huis bevat ook drie geïntegreerde betonnen tafels.

## Gebruik
In december 1930 werd het huis voltooid. Van Doesburg wilde het tot een nieuw centrum van collectieve activiteit wilde maken. In februari 1931 vond er een bijeenkomst plaats, die, na zijn dood, zou leiden tot de oprichting van de invloedrijke groep Abstraction-Création. Van Doesburg heeft maar kort in het huis gewoond. Eind februari 1931 vertrok hij naar Davos om van een astma-aanval te herstellen, waar hij op 7 maart overleed aan een hartstilstand. Nelly van Doesburg, die tot haar dood in 1975 in het huis bleef wonen, liet het na aan haar nicht Wies van Moorsel. Deze schonk het in 1981 aan de Nederlandse staat.
Het huis wordt beheerd door Stichting Het Van Doesburghuis. Sinds 1983 wordt het beschikbaar gesteld aan beeldend kunstenaars, architecten, literatoren, dichters en musici, die om studieredenen tijdelijk in Frankrijk verblijven. Onder andere Matthijs van Boxsel, Machiel Spaan, Rozalie Hirs, Miriam Rasch, Neske Beks, Steven Aalders, David Bade en Steven Kamperman waren artist in residence in het Van Doesburghuis.

## Restauratie
Volgens architect Hubert-Jan Henket, jarenlang voorzitter van de stichting, is de restauratie van het huis een iedere tien jaar terugkerend proces. Dit mede doordat de buitenwanden van de woning gemaakt zijn in een betonnen draagconstructie, opgevuld met geperste stroplaten (zgn Solomite). Dit zorgt namelijk voor voortdurende vochtproblemen.

## Beoordeling
Het Van Doesburghuis is Van Doesburgs enige uitgevoerde architectonische ontwerp. Eerdere ontwerpen, zoals Maison d'Artiste uit 1923, kenmerken zich door ingewikkelde constructies van overhellende volumes en rijk materiaal- en kleurgebruik. Het Van Doesburghuis is een eenvoudig, wit modernistisch gebouw. Het wordt door sommige kunsthistorici dan ook tot de nieuwe zakelijkheid gerekend. Anderen vinden er nog steeds de uitgangspunten van De Stijl in terug zoals via verplaatsbare panelen kunnen wijzigen van de ruimtes en het aanwenden van drie toetsen primaire kleuren, rood, geel en blauw in het glas-in-loodraam boven een van de leefruimtes in de voorste kubus. Kunsthistorica Gladys Fabre zegt in dit verband: Met zijn rechthoekige vormen, de werking van het licht als deel van de architectuur en typische De Stijl-kenmerken in elementaire kleuren is het Van Doesburghuis te Meudon een geslaagd resultaat van zijn totaalvisie.

## Wetenswaardig
In het Stedelijk Museum in Amsterdam bevindt zich een maquette van het huis (waarschijnlijk gemaakt door Gerrit Rietveld).